# ジャック・シュヴィニー
ジャック・シュヴィニー (英語: Jack Chevigny, 1906年8月14日 - 1945年2月19日) は、アメリカ合衆国のアメリカンフットボール選手。指導者。第二次世界大戦に従軍し硫黄島の戦いで戦死した。

## 経歴

### 選手時代
インディアナ州レイク郡ダイアーで生まれた。インディアナ州ハモンドのハモンド高校に進学しフットボールを行い、1924年に卒業した。
ノートルダム大学に進学した彼は1926年から1928年まで3シーズンハーフバックとしてプレーした。彼は優れたランブロッカーとしてだけでなくディフェンスの選手としても活躍した。
1927年のミネソタ大学戦ではゴールラインでオールアメリカンにも選ばれた相手フルバックのハーブ・ジョースティングをゴールラインで止めてタッチダウンを阻止した。
1928年11月10日の陸軍士官学校戦では当時強豪だった相手から同点タッチダウンをあげ12-6の勝利に貢献した。

### フットボールコーチ時代
現役引退後、1929年からニュート・ロックニーの下でノートルダム大学のアシスタントコーチを務めたが、ロックニーヘッドコーチが1931年3月31日の飛行機事故で亡くなると1931年シーズンでチームを去った。
1932年にNFLのシカゴ・カージナルスのヘッドコーチに就任したが2勝6敗2分に終わった。
1933年にはノートルダム大学の姉妹校でテキサス州オースティンにあるセントエドワーズ大学のヘッドコーチに就任した。
1934年からはテキサス大学のヘッドコーチなどを務め、その年は7勝2敗1分の成績を残した。その後2シーズンはチーム成績は低迷し、1936年までの3シーズンで13勝14敗3分の成績であった。
1937年にテキサス大学のヘッドコーチを辞任、その後テキサス州の副司法長官を務めたのち、石油会社に勤めた。

### 軍歴
1943年3月、36歳の彼は徴兵でアメリカ陸軍に入隊した。伍長であった彼は海兵隊への転属を申し出て同年6月10日、海兵隊に転属することとなった。6月11日、アメリカ海兵隊に入隊した彼は中尉となった。キャンプ・ペンドルトン海兵隊基地、キャンプ・レジューン海兵隊基地の教官を経て1944年に第5海兵師団の司令部付き将校となった。
硫黄島の戦いに参加する第5海兵師団第27海兵連隊の連絡将校となった。輸送艦USSラトランドに乗艦した彼は、硫黄島の南東海岸に上陸したが多くの戦友と共に戦死した。彼の戦死する瞬間は同じくフットボールスターであったニューヨーク・ジャイアンツに所属したジョージ・フランクによって目撃されている。フランクは偵察兵を務めていた。
彼の遺骨は国立太平洋記念墓地に埋葬されている。